# Матвєєв Кирило Олегович
Кирило Олегович Матвєєв (22 червня 1996, Донецьк, Україна) — український футболіст, півзахисник клубу «Яруд» .

## Життєпис
Кирило Матвєєв народився 22 червня 1996 року у Донецьку. Футболом почав займатися у рідному місті, з 2009 по 2013 роки захищав кольори донецького «Шахтаря» у ДЮФЛУ. Перший професіональний контракт підписав у 2013 році з іншою донецькою командою, «Металургом», у складі якого виступав до 2015 року. У футболці головної команди металургів не зіграв жодного поєдинку, натомість у молодіжних командах донецької команди зіграв 41 матч та відзначився 2-ма голами. У 2015 році перейшов до дніпродзержинської «Сталі», проте у команді надовго не затримався. Протягом свого нетривалого перебування у складі сталварів виступав лише за команду U-21 (16 матчів, 2 голи).
Наприкінці липня 2016 року разом ще з 7-ма гравцями перейшов до київського «Арсенала». 24 липня 2016 року дебютував у футболці столичного «Арсенала» у нічийному (1:1) домашньому поєдинку 1-го туру першої ліги чемпіонату України проти «Сум». Кирило вийшов на поле на 72-ій хвилині, замінивши В'ячеслава Турчанова, а на 77-ій хвилині отримав жовту картку.Загалом у Першій лізі чемпіонату України у футболці столичних канонірів зіграв 41 матч і у сезоні 2017/18 допоміг команді зайняти перше місце та вийти до Прем'єр-ліги.
Влітку 2018 року перейшов у Маріуполь, втім так жодного матчу за основну команду не зіграв і на початку 2019 року відправився до Німеччини, де спочатку пів року грав за «Штранд 08» у Оберлізі Шлезвіг-Гольштейн, а потім перейшов у «Фенікс» (Любек), з якою вийшов до Регіоналліги Північ.

## Особисте життя
Кирило Матвєєв — син українського футболіста Олега Матвєєва, відомого, насамперед, своїми виступами у київському «Динамо» та донецькому «Шахтарі».

## Досягнення
- Чемпіон першої ліги чемпіонату України (1): 2017/18